# Barbuta
La barbuta era un tipo di elmo in uso alle milizie urbane dell'Italia tra XIV e XV secolo. Proteggeva interamente il capo con un unico blocco di metallo, senza componenti aggiuntive (visiera, ventaglia, para-guancia, ecc.). La linea generale la barbuta richiamava molto il kranos, l'antico elmo della Grecia Antica (fond. elmo corinzio), e viene messa in relazione all'allora riscoperta dell'Antichità (v. Umanesimo).

Passò poi in uso presso le compagnie di ventura.

## Storia
La barbuta, come il bacinetto, venne sviluppata nel corso del XIV secolo quale sostituto del grande elmo. Differentemente dal bacinetto, passato in uso alle forze di cavalleria, la barbuta fu invece, inizialmente, destinata ad armare le forze di fanteria. Al volgere del Trecento, questo elmetto era passato in uso anche ai cavalieri ed era divenuto una componente fondamentale dell'armatura a piastre "all'italiana".
Il vocabolo "barbuta" passò ad indicare non più l'elmetto in sé, quanto il guerriero che lo indossava, nello specifico il cavaliere mercenario appartenente ad una compagnia di ventura. Nei contratti d'assunzione di capitani di ventura e condottieri veniva spesso specificato quante "barbute", cioè quanti soldati, essi portavano al proprio seguito.
Il Villani racconta che nel 1350 Giovanni Visconti, arcivescovo e signore di Milano, inviò cinquanta barbute a supporto di Astorgio da Duraforte, che guerreggiava al servizio di papa Clemente VI per riportare la Romagna sotto lo Stato Pontificio. È il documento più antico che citi l'utilizzo di questo tipo di elmo nell'esercito visconteo e forse in tutta Italia. Secondo il Giulini il nome "barbuta" deriva dal fatto che l'elmo coprisse tutto il viso lasciando però scoperta la barba che in quei tempi andava di moda tra i soldati.
Nel 1363, il comune di Firenze assoldava i due capitani di ventura Ugo di Melichin ed Ermanno di Vinden con l'impegno di conducere al servigio del Chomune di Firenze in forma di chompagnia mille barbute, fralle quali n'abia ottocento, il meno, bene armate.

## Costruzione

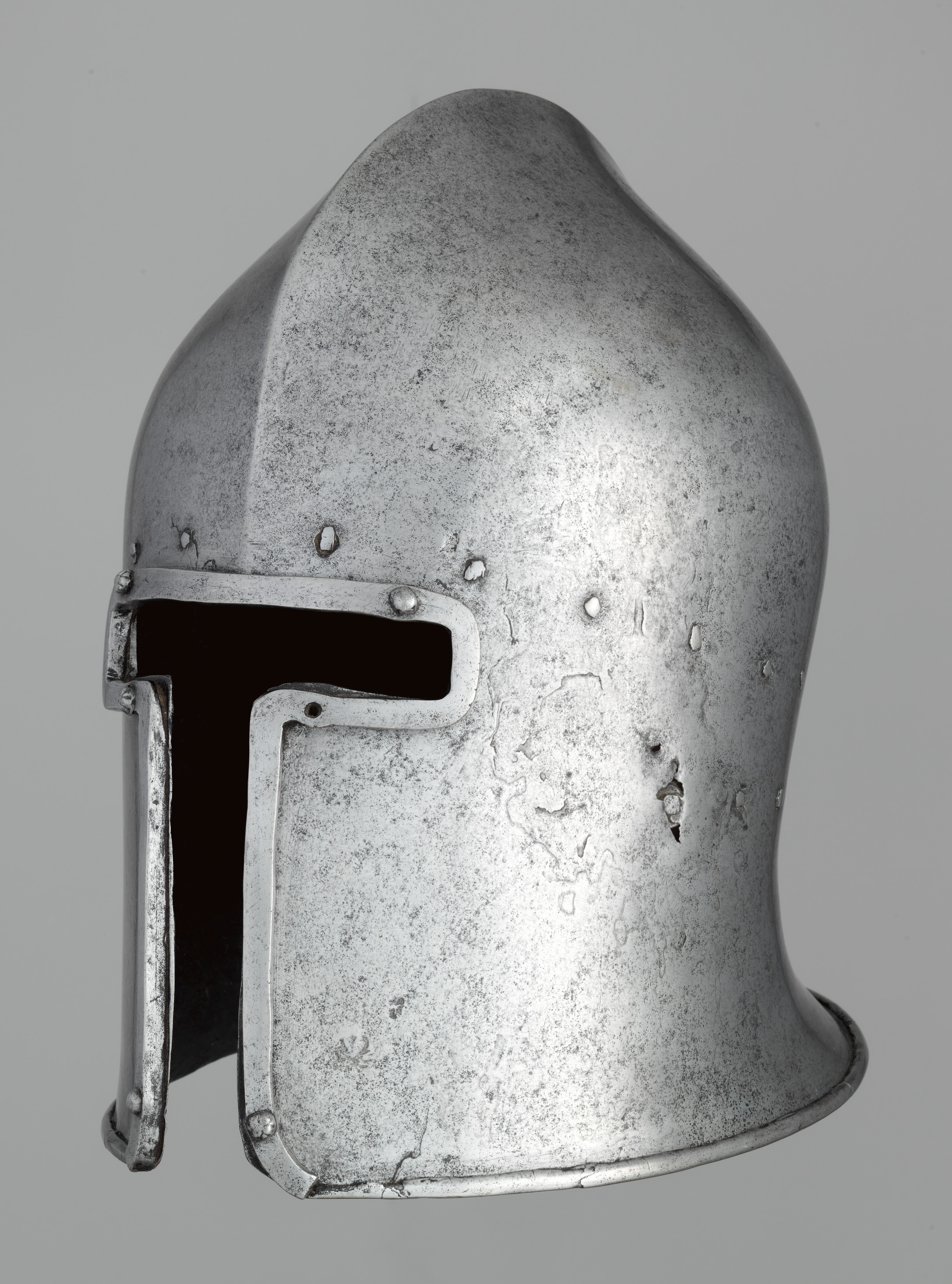
Barbuta con apertura a T

Rispetto al modello del kranos greco, cui viene idealmente ricondotta, la barbuta si differenzia fondamentalmente per il materiale di composizione (acciaio anziché bronzo) e per l'assenza della cresta in crine di cavallo e dei pennacchi.
Ricavata da un unico pezzo di metallo sagomato, la barbuta copriva interamente il cranio e il volto del guerriero. L'apertura per garantire visibilità e il passaggio del naso poteva essere a "T" o a "Y". Alcuni modelli presentavano un lungo nasale. Alla sommità, l'elmetto era attraversato dalla fronte alla nuca da un rialzo metallico, "cresta", volto a irrobustirlo.

Spesso, le barbute venivano coperte di tessuto (velluto, in alcuni casi).